# Парпі
Парпі (вірм. Փարպի) — село в марзі Арагацотн, на заході Вірменії. Село розташоване за 6 км на північний захід від міста Аштарака та за 1 км на південь від села Базмахпюр. В селі розташована церква Сурб Ованес V століття. В селі народився видатний вірменський історик та монах Лазар Парпеці. Вартість проїзду до Єревана становить 300 драм.